# Pascal Colletta
Pour les articles homonymes, voir Colletta.
Pascal Colletta est un écrivain français né le 12 juin 1972 à Ilonse.

## Ouvrages
- La Mourra bella : histoire et histoires d'un jeu interdit, Nice, Serre, 2006  (ISBN 2-86410-456-3).
- Ilonse : au bout du chemin, Serre, 2007  (ISBN 978-2-86410-491-9).
- Escrichs d'un chat... (ill. Gigi de Nissa (oc)), Ilonse, Pitajal, 2009  (ISBN 978-2-9534878-0-0).
- 150 ange 1914, Pitajal, 2010  (ISBN 978-2-9534878-1-7).
- Esba : histoires de sorcellerie à Ilonse en Tinée (ill. Louis Pastorelli, préf. Jean-Luc Domenge, trad. Jérémie Marçais (d)), Nice, Baie des anges, 2014  (ISBN 978-2-917790-68-7).
- VerduNissa : un Nissart qui part à la guerre (ill. Michaël Crosa), Saint-Laurent-du-Var, Mémoires millénaires, 2017  (ISBN 978-2-919056-58-3).
- Sous les étoiles de la Tinée : contes et légendes (ill. Florent Dubreuil (d)), Mémoires millénaires, 2018  (ISBN 978-2-919056-62-0).
- Ange : journal de guerre (ill. Michaël Crosa), Loireauxence, Beurre salé, 2018  (ISBN 979-10-96787-07-4).
- Tiburce : journal d'un mouton (ill. Michaël Crosa), Beurre salé, 2020  (ISBN 979-10-96787-17-3).

## Prix
- Grand prix littéraire de Provence en 2019[2].